# Varvažov (Telnice)
Varvažov (německy Arbesau) je vesnice, část obce Telnice v okrese Ústí nad Labem. Nachází se asi dva kilometry jihovýchodně od Telnice. Varvažov leží v katastrálním území Varvažov u Telnice o rozloze 5,22 km².

## Historie
První písemná zmínka o vesnici pochází z roku 1483.

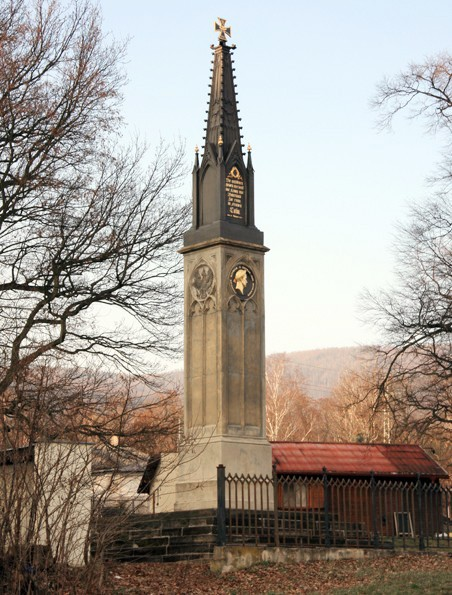
Pruský pomník ve Varvažově, jedna z památek, připomínajících bitvu u Chlumce v roce 1813

V okolí vesnice se v období napoleonských válek roku 1813 odehrála bitva u Chlumce. Na památku vítězství a obětí byly ve Varvažově vztyčeny dva památníky: pruský a rakouský s bustou generála Jeronýma z Colloredo-Mansfeldu.
Roku 1902 byl v katastrálním území vesnice v provozu hnědouhelný důl Gustav Mostecké uhelné společnosti. O pět let později zaměstnával 44 pracovníků a vyprodukoval asi 32 tisíc tun uhlí.
V letech 1912–55 zajížděla přes Dělouš a Varvažov do Telnice linka ústecké tramvaje. Zrušena byla kvůli pracím na zřízení povrchového lomu v její trase.

## Obyvatelstvo
Při sčítání lidu v roce 1921 ve vsi žilo 968 obyvatel (z toho 454 mužů), z nichž bylo 78 Čechoslováků, 850 Němců a čtyřicet cizinců. Kromě římskokatolické většiny (876 osob) ve vsi bylo 46 evangelíků, sedm členů církve československé, sedm židů, dva příslušníci nezjišťovaných církví a třicet lidí bez vyznání.
Podle sčítání lidu z roku 1930 měla vesnice 1 104 obyvatel: 150 Čechoslováků, 913 Němců a 41 cizinců. Většina (994 lidí) se hlásila k římskokatolické církvi, ale 57 lidí bylo evangelíky, 44 jich bylo bez vyznání, tři patřili k církvi československé a šest k izraelské.
| | 1869 | 1880 | 1890 | 1900 | 1910 | 1921 | 1930 | 1950 | 1961 | 1970 | 1980 | 1991 | 2001 | 2011 |
| --- | ---- | ---- | ---- | ---- | ---- | ---- | ---- | ---- | ---- | ---- | ---- | ---- | ---- | ---- |
| Obyvatelé | 463  | 454  | 537  | 648  | 863  | 968  | 1104 | 722  | 762  | 426  | 407  | 322  | 344  | 411  |
| Domy | 68   | 71   | 84   | 93   | 115  | 126  | 143  | 156  | —    | 67   | 81   | 82   | 85   | 103  |
| Tabulka zahrnuje údaje zaniklých osad Horní Varvažov a Dolní Varvažov. Počet domů z roku 1961 je zahrnut v celkovém počtu domů místní části Telnice. |      |      |      |      |      |      |      |      |      |      |      |      |      |      |

Ve Varvažově žil Josef Borjan (1844–1904), poslanec zemského sněmu, okresní starosta a starosta obce.

## Pamětihodnosti
- Stará pošta u autobusové zastávky Telnice, Varvažov, pomníkyStará pošta čp. 114

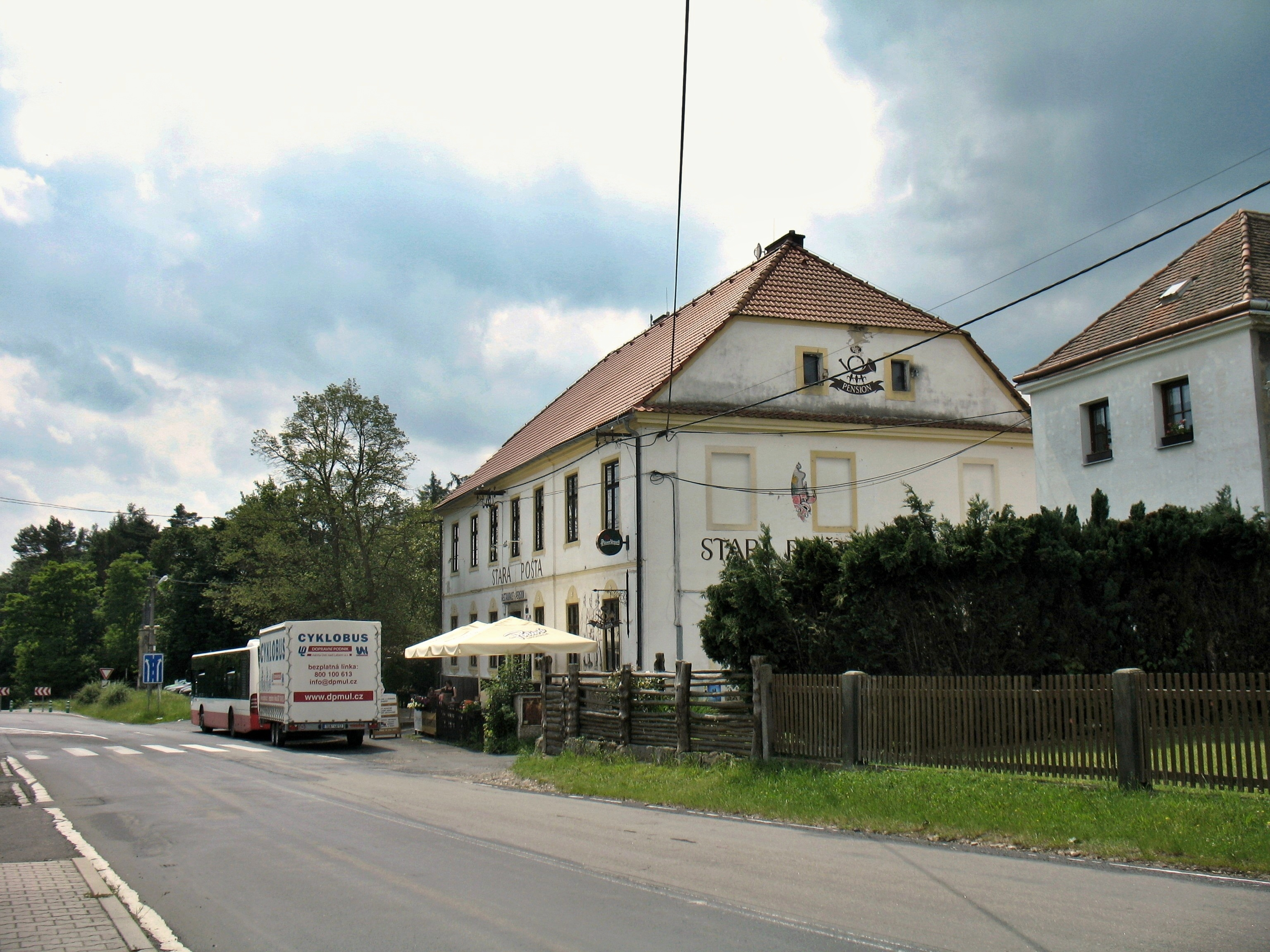
Stará pošta u autobusové zastávky Telnice, Varvažov, pomníky

- Pruský pomník bitvy roku 1813 – litinový neogotický tabernákl z roku 1817 podle návrhu Karla Friedricha Schinkela, v roce 1857 doplněný o čtyřboký pískovcový podstavec
- Rakouský pomník bitvy roku 1813 – odstupněný litinový obelisk se sochou lva a bustou generála Jeronýma z Colloredo-Mansfeldu z roku 1825 od Václava Prachnera
- Strážní domek rakouského pomníku
- Kaple Panny Marie